# Sahel Oulad H'Riz
Sahel Oulad H'Riz (àrab: أولاد حريز الساحل, Ūlād Ḥrīz as-Sāḥil) és una comuna rural de la província de Berrechid de la regió de Casablanca-Settat. Segons el cens de 2014 tenia una població total de 38.156 persones.